# 雙鬚鰍
雙鬚鰍（学名：Bibarba bibarba）為輻鰭魚綱鯉形目鰍科的其中一種，分布於亞洲中國珠江水系的澄江流域，體長可達5.5公分，棲息在底部水域，以底棲性無脊椎動物為食，生活習性不明。